# Mujeres salvajes
Mujeres salvajes es una película mexicana dirigida por Gabriel Retes. Fue estrenada en 1984 y protagonizada por Tina Romero. 

## Argumento
Un grupo de siete mujeres, comandadas por "La Gaviota" (Tina Romero), deciden escapar de una prisión femenina, hartas de los abusos y malos tratos de las autoridades del penal, y seducidas también por la historia de un tesoro escondido que les cuenta una convicta anciana. La anciana agoniza en la prisión y les pide a "La Gaviota" y a otro grupo de internas que "le ayuden" a morir a cambio de revelar la ubicación del mapa que conduce al tesoro. Luego de cumplir con el cometido, las convictas realizan un exitoso motín y escapan de la prisión. Durante algunos días vagan siguiendo el camino indicado por la anciana, hasta que finalmente encuentran el mapa del tesoro. Este parece estar ubicado en una playa virgen en un lugar no especificado de la costa mexicana. Sin embargo, al llegar al sitio indicado, el grupo de mujeres se topa con un campamento de hombres que pasan unas vacaciones en la playa virgen. Las mujeres comienzan a acecharlos para deshacerse de ellos y ahuyentarlos de su tesoro. Una mañana, las mujeres atacan el campamento aprovechando que los hombres están alcoholizados. Sin embargo, ellos logran capturar a una de ellas apodada "La Caballa" (Patricia Mayers). La mujer es víctima de una violación masiva y luego es torturada para revelar el motivo del ataque. Cuando los hombres se enteran de la existencia del tesoro, deciden luchar contra el grupo de mujeres para tomar el botín. Durante algunas horas, ambos bandos comienzan a intercambiar disparos y ataques con bajas en ambos grupos. Dos de los hombres aprovechan la situación para apartarse del grupo y desatar sus deseos homosexuales, pero son sorprendidos por una de las mujeres. Esta es asesinada por uno de los hombres, quien resulta herido de bala en el acto. Los hombres terminan siendo superados por las mujeres y finalmente sometidos, a pesar de haber intentado negociar con ellas la repartición del botín. Los hombres son obligados a buscar el botín por toda la playa y luego de un intento de traición, dos de ellos son asesinados por "La Bicha" (Vicky Vázquez), quien acto seguido se quita la vida. Solo tres de las internas y uno de los hombres quedan en pie. Ellas le perdonan la vida al único hombre sobreviviente, que no había participado en la violación y tortura de "La Caballa". Ellos finalmente encuentran el botín y la cinta concluye con los cuatro disfrutando de una fortuna mientras se disponen a construir un destino turístico en la misma playa donde ocurrieron los hechos.

## Reparto
- Tina Romero ... La Gaviota'
- Jorge Santoyo... Gonzalo
- Patricia Mayers... La Caballa
- Abel Woolrich ... Pablo
- Vicky Vázquez ... La Bicha
- Gonzalo Lora ... Raúl
- Tomás Leal ... Gordo
- Cecilia Toussaint ... El Águila
- Lucía Pailles ... Directora del penal
- Alejandra Cardozo ... Calavera
- Irma Garzón ... Chata
- Lucila Balzaretti ... Anciana
- Carlos Méndez ... Turista
- Pedro Alberto Méndez ... Turista
- Isabel Quintanar
- Alejandro Tamayo

## Comentarios
Film con acción y aires aventureros, pero cuyo único objetivo parece ser, en el fondo, provocar y escandalizar con las imágenes. Aprovechando el lugar paradisiaco, las actrices se pasan casi toda la película desnudas, al igual que los hombres, y hay escenas de violencia, torturas y sexo explícito, incluyendo referencias a la homosexualidad y lesbianismo.